# Sivaganga
Sivaganga è una suddivisione dell'India, classificata come municipality, di 40.129 abitanti, capoluogo del distretto di Sivaganga, nello stato federato del Tamil Nadu. In base al numero di abitanti la città rientra nella classe III (da 20.000 a 49.999 persone).

## Geografia fisica
La città è situata a 9° 52' 0 N e 78° 28' 60 E e ha un'altitudine di 101 m s.l.m..

## Società

### Evoluzione demografica
Al censimento del 2001 la popolazione di Sivaganga assommava a 40.129 persone, delle quali 20.191 maschi e 19.938 femmine. I bambini di età inferiore o uguale ai sei anni assommavano a 4.220, dei quali 2.189 maschi e 2.031 femmine. Infine, coloro che erano in grado di saper almeno leggere e scrivere erano 32.710, dei quali 17.275 maschi e 15.435 femmine.